# Madden NFL 17
Madden NFL 17 är ett amerikanskt fotbollsportspel baserat på National Football League och publicerad av EA Sports för PlayStation 4, PlayStation 3, Xbox One och Xbox 360. Som 28:e av Madden NFL-serien släpptes spelet den 23 augusti 2016 och har den snäva änden Rob Gronkowski på New England Patriots på omslaget. Det var det sista Madden NFL-spelet som skulle släppas på PlayStation 3 och Xbox 360.